# انتخابات سراسری لسوتو (۲۰۰۲)
انتخابات سراسری لسوتو در تاریخ ۲۵ مه ۲۰۰۲ برگزار شد. در این انتخابات، حزب کنگره دموکراتیک لسوتو با کسب بیش از ۵۰٪ آرا و ۷۷ کرسی از مجموع ۱۲۰ کرسی مجلس ملی لسوتو پیروز شد. این نخستین انتخاباتی بود که بر پایهٔ نظام نمایندگی مختلط تناسبی برگزار شد؛ به‌طوری‌که ۸۰ کرسی از طریق نظام «اکثریت نسبی در حوزه‌های انتخابیه» و ۴۰ کرسی از طریق «نظام فهرستی جبرانی تناسبی» تعیین شدند. از مجموع ۸۳۱٬۵۱۵ رأی‌دهنده ثبت‌نام‌شده، ۵۵۴٬۳۸۶ رأی معتبر به صندوق‌ها ریخته شد.

## نتایج انتخابات ۲۰۰۲
بر پایه آمار منتشرشده، نتایج احزاب سیاسی در انتخابات مجلس ملی لسوتو در ۲۵ مه ۲۰۰۲ به شرح زیر است:
| حزب                      | آرا     | درصد آرا | کرسی‌های حوزه‌ای | کرسی‌های فهرستی | مجموع کرسی‌ها | تغییر نسبت به دورهٔ پیش |
| ------------------------ | ------- | -------- | -------------- | -------------- | ------------ | ---------------------- |
| کنگره دموکراتیک لسوتو    | ۳۰۴٬۳۱۶ | ۵۷٫۹٪    | ۰              | ۷۷             | ۷۷           | –۲                     |
| حزب ملی باسوتو           | ۱۲۴٬۲۳۴ | ۲۳٫۶٪    | ۲۱             | ۰              | ۲۱           | +۲۰                    |
| کنگره مردمی لسوتو        | ۳۲٬۰۴۶  | ۶٫۱٪     | ۴              | ۱              | ۵            | جدید                   |
| حزب مستقل ملی            | ۳۰٬۳۴۶  | ۵٫۸٪     | ۵              | ۰              | ۵            | +۵                     |
| کنگره آفریقایی باسوتولند | ۱۶٬۰۹۵  | ۳٫۱٪     | ۳              | ۰              | ۳            | جدید                   |
| حزب کنگره باسوتولند      | ۱۴٬۵۸۴  | ۲٫۸٪     | ۳              | ۰              | ۳            | +۳                     |
| حزب کارگران لسوتو        | ۷٬۷۸۸   | ۱٫۵٪     | ۱              | ۰              | ۱            | جدید                   |
| حزب آزادی مارماتلو       | ۶٬۸۹۰   | ۱٫۳٪     | ۱              | ۰              | ۱            | +۱                     |
| جبهه مردمی برای دموکراسی | ۶٬۳۳۰   | ۱٫۲٪     | ۱              | ۰              | ۱            | +۱                     |
| حزب ترقی‌خواه ملی لسوتو   | ۳٬۹۸۵   | ۰٫۸٪     | ۱              | ۰              | ۱            | +۱                     |
| حزب دموکرات مسیحی        | ۱٬۹۱۹   | ۰٫۴٪     | ۰              | ۰              | ۰            | جدید                   |
| حزب آزادی نو لسوتو       | ۱٬۶۷۱   | ۰٫۳٪     | ۰              | ۰              | ۰            | جدید                   |
| ائتلاف دموکرات سافاته    | ۱٬۵۸۴   | ۰٫۳٪     | ۰              | ۰              | ۰            | ۰                      |
| حزب باسوتو کوپانانگ      | ۱٬۱۵۵   | ۰٫۲٪     | ۰              | ۰              | ۰            | ۰                      |
| حزب متحد                 | ۹۰۱     | ۰٫۲٪     | ۰              | ۰              | ۰            | جدید                   |
| حزب دموکراتیک اجتماعی    | ۵۴۲     | ۰٫۱٪     | ۰              | ۰              | ۰            | جدید                   |
| حزب کارگر لسوتو – UDP    | –       | –        | ۰              | ۰              | ۰            | ۰                      |
| حزب آموزش لسوتو          | –       | –        | ۰              | ۰              | ۰            | ۰                      |
| حزب دموکرات ملی          | –       | –        | ۰              | ۰              | ۰            | جدید                   |
| نامزدهای مستقل           | –       | –        | ۰              | ۰              | ۰            | ۰                      |
| جمع کل                   | ۵۲۳٬۷۵۳ | ۱۰۰٪     | ۴۰             | ۷۷             | ۱۱۷          | +۴۰                    |